# Majdan (Ruciane-Nida)
Majdan [ˈmai̯dan] (deutsch Maudannen) ist eine kleine Ortschaft in der polnischen Woiwodschaft Ermland-Masuren. Sie gehört zur Gmina Ruciane-Nida (Stadt- und Landgemeinde Rudczanny/Niedersee-Nieden) im Powiat Piski (Kreis Johannisburg).

## Geographische Lage
Majdan liegt im Südosten der Woiwodschaft Ermland-Masuren, 22 Kilometer westlich der Kreisstadt Pisz (deutsch Johannisburg).
Majdan ist über einen Landweg von Wojnowo aus zu erreichen. Bahnstation ist Ruciane-Nida an der Bahnstrecke Olsztyn–Ełk (deutsch Allenstein–Lyck).

## Geschichte
Über die Gründung und Geschichte von Maudannen sind nur wenige Belege auffindbar. Bis 1945 gilt es als Ortschaft der von den Philipponen gegründeten Landgemeinde Eckertsdorf (polnisch Wojnowo) im Kreis Sensburg im Regierungsbezirk Gumbinnen (ab 1905: Regierungsbezirk Allenstein) in der preußischen Provinz Ostpreußen.
Maudannen wird im 19. Jahrhundert auch als Standort eines Klosters der Philipponen-Sekte erwähnt zusammen mit den Klöstern in Onufrigowen (polnisch Onufryjewo) und in Eckertsdorf (Wojnowo). Während das Onufrigowener Kloster niederbrannte, sei das Maudanner Frauenkloster von den Nonnen verlassen worden, weil diese das schönere Eckertsdorfer Kloster, dessen Mönche nach Russland gegangen waren, erworben hatten. Das Eckertsdorfer Kloster war das letzte Philipponen-Kloster in Deutschland.
In Kriegsfolge kam Maudannen 1945 mit dem gesamten südlichen Ostpreußen zu Polen und erhielt die polnische Namensform „Majdan“. Bis zum 31. Dezember 1973 gehörte es zum Powiat Mrągowski (Kreis Sensburg), seitdem zum Powiat Piski (Kreis Johannisburg). Es ist nach Wojnowo (Eckertsdorf) eingegliedert und somit eine Ortschaft innerhalb der Stadt- und Landgemeinde Ruciane-Nida (Rudczanny/Niedersee-Nieden), bis 1998 der Woiwodschaft Suwałki, seither der Woiwodschaft Ermland-Masuren zugehörig.

## Religionen
Kirchlich war Maudannen evangelischerseits bis 1945 nach Alt Ukta in der Kirchenprovinz Ostpreußen der Kirche der Altpreußischen Union bzw. katholischerseits nach Sensburg im Bistum Ermland eingebunden.
Heute gehört Majdan zur evangelischen Petrikirche in Ukta in der Diözese Masuren der Evangelisch-Augsburgischen Kirche in Polen bzw. zur katholischen Kreuzerhöhungskirche in Ukta im Bistum Ełk der polnischen katholischen Kirche.